# Sonny Sandoval
Paul Joshua "Sonny" Sandoval (ur. 16 maja 1974 w San Diego) – amerykański wokalista, raper, znany głównie jako wokalista zespołu P.O.D. W 2005 wystąpił jako on sam w filmie Forever in Our Hearts: The Making of Documentary.
W 2006 piosenkarz został sklasyfikowany na 63. miejscu listy 100 najlepszych wokalistów wszech czasów według Hit Parader.
Na 25 lutego 2025 wyznaczono datę premiery jego książki pt. Son of Southtown: My Life Between Two Worlds (wyd. Baker Books), w której opowiedział m.in. o swoim życiu jako chrześcijanina i wierze w Boga.